# Jesuitenkirche St. Michael

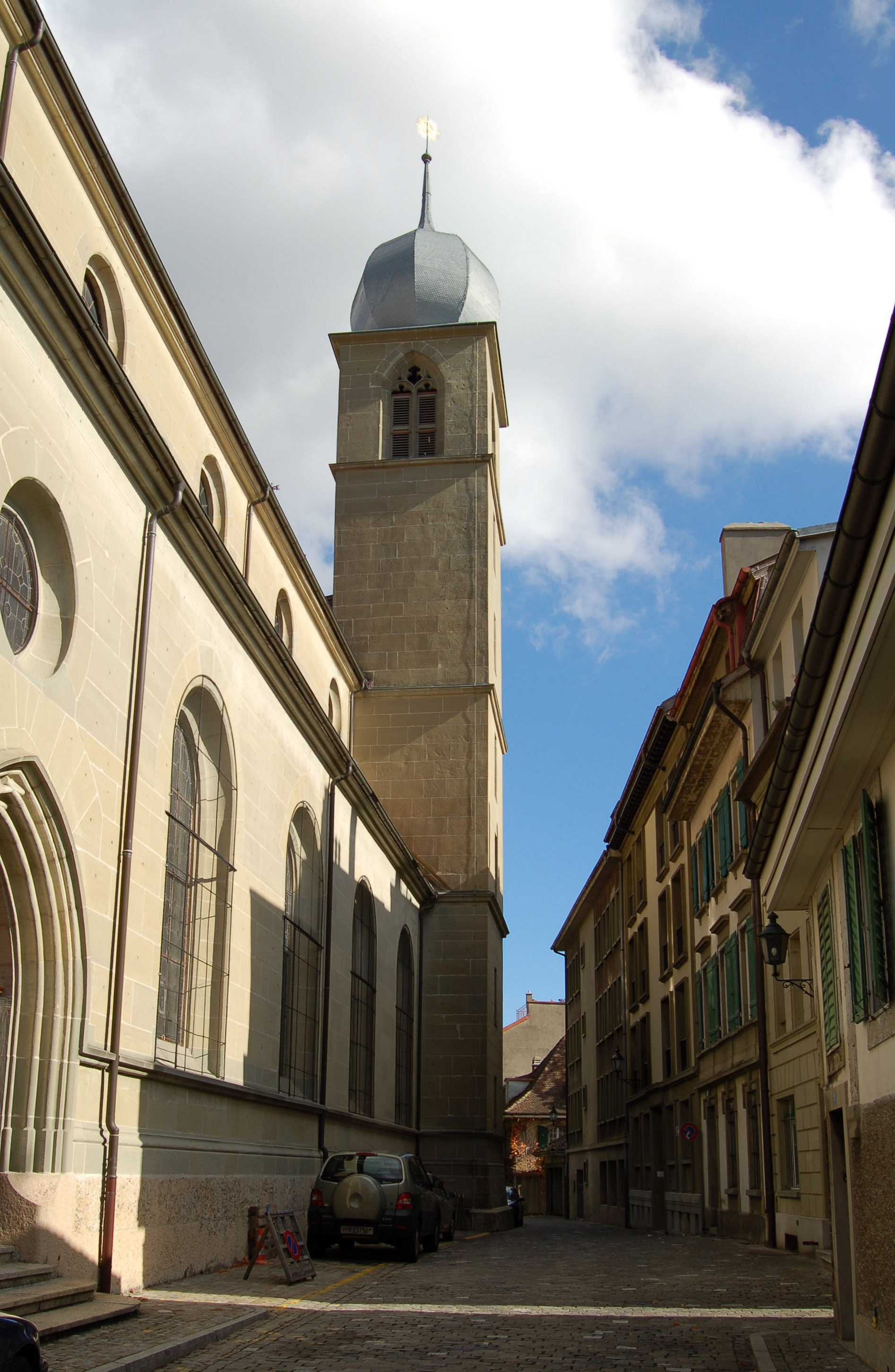
St. Michael, Südseite an der Rue Saint-Pierre Canisius

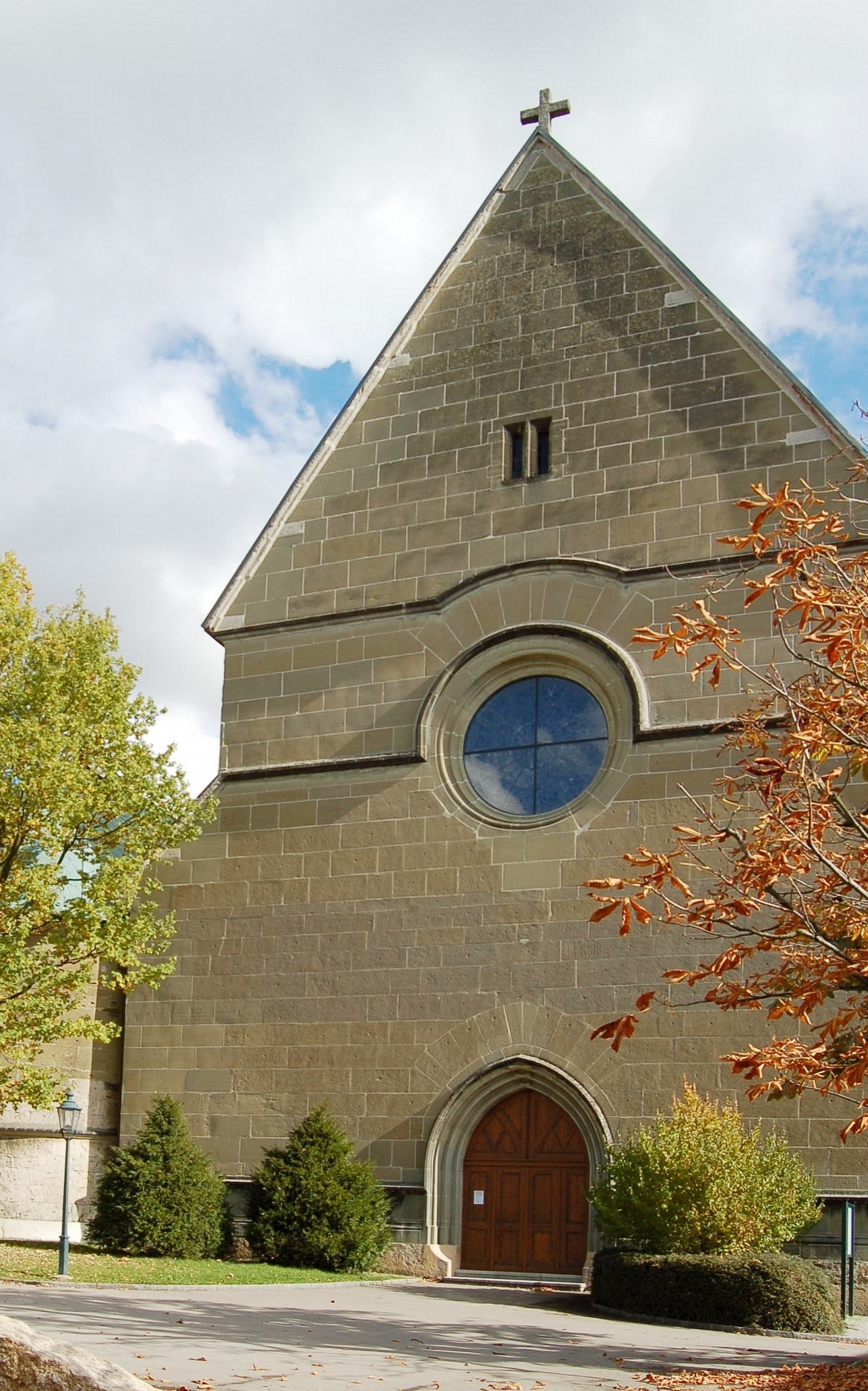
Portalfront

Die Jesuitenkirche St. Michael  (französisch: Église Saint-Michel) ist die nach dem Erzengel Michael benannte Jesuitenkirche des Kollegiums St. Michael in Freiburg im Üechtland.
Sie wurde 1604 bis 1613 nach Plänen von Giovanni de Rosis im nachgotischen Stil erbaut. 1756 bis 1771 erfolgte der Rokokoumbau des Innenraums, der 1755/57 vom kurpfälzischen Hofbaumeister Franz Wilhelm Rabaliatti unter Mitwirkung des Malers Franz Anton Ermeltraut und des Stuckateurs Giuseppe Antonio Albuccio gestaltet wurde. Eine durchgreifende Restaurierung erfolgte 1895–97.
In St. Michael befindet sich das Grab des heiligen Petrus Canisius.

## Orgel
Die Orgel auf der Westtribüne geht zurück auf ein Instrument, das 1764 von dem Orgelbauer M. Bihler (Konstanz) erbaut worden war. Das Instrument wurde mehrfach überarbeitet und verändert, und schliesslich im Jahre 1998 restauriert. Es hat 47 Register auf drei Manualen und Pedal.
| I Positif C–g3 |       |
| Principal      | 8′    |
| Bourdon        | 8′    |
| Cor de chamois | 8′    |
| Principal      | 4′    |
| Flûte          | 4′    |
| Nasard         | 2 ⁄3′ |
| Flageolet      | 2′    |
| Larigot        | 1 ⁄3′ |
| Mixture IV-V   |       |
| Cromorne       | 8′    |
| Tremblant      |       |

| II Grand Orgue C–g3 |     |
| Montre              | 16′ |
| Montre              | 8′  |
| Flûte               | 8′  |
| Bourdon             | 8′  |
| Prestant            | 4′  |
| Flûte               | 4′  |
| Cor de chamois      | 4′  |
| Doublette           | 2′  |
| Cornet V            |     |
| Mixture IV          |     |
| Cymbale IV          |     |
| Basson              | 16′ |
| Trompette           | 8′  |
| Clairon             | 4′  |

| III Récit expressif C–g3 |       |
| Bourdon                  | 16′   |
| Principal                | 8′    |
| Flûte à cheminée         | 8′    |
| Salicional               | 8′    |
| Voix céleste             | 8′    |
| Principal                | 4′    |
| Flûte conique            | 4′    |
| Cor de nuite             | 2′    |
| Sifflet                  | 1′    |
| Plein jeu VI             |       |
| Sesquialtera II          | 2 ⁄3′ |
| Trompette                | 8′    |
| Hautbois                 | 8′    |
| Tremblant                |       |

| Pédale C–fa      |     |
| Flûte            | 16′ |
| Soubasse         | 16′ |
| Octavebasse      | 8′  |
| Flûte            | 8′  |
| Cor de chamois   | 8′  |
| Flûte à cheminée | 4′  |
| Fourniture II    |     |
| Plein Jeu III    |     |
| Bombarde         | 16′ |
| Trompette        | 8′  |